# مانکوس (کلرادو)
مانکوس (به انگلیسی: Mancos) شهری در ایالت کلرادو کشور ایالات متحده آمریکا است که جمعیت آن در سرشماری سال ۲۰۱۰ میلادی، ۱٬۳۳۶ نفر بوده‌است.